# Canada Agriculture and Food Museum
Canada Agriculture and Food Museum (Franska: Musée de l'agriculture et de l'alimentation du Canada) är ett jordbruks- och matmuseum i Ottawa, Kanada. Det är ett friluftsmuseum, där besökarna kan möta boskap som är eller har varit vanliga inom jordbruket. Förutom nötdjur finns grisar, får, getter, hästar, fåglar, kaniner och honungsbin på gården. 
Museet ingår tillsammans med Canada Aviation and Space Museum och Canada Science and Technology Museum under paraplyet Ingenium: Canada’s Science and Innovation Museums. 